# Scrophularia mollis
Scrophularia mollis är en flenörtsväxtart som beskrevs av Carlo Pietro Stefano Stephen Sommier och Levier. Scrophularia mollis ingår i släktet flenörter, och familjen flenörtsväxter. Inga underarter finns listade i Catalogue of Life.